# L'Homme de l'année (film, 1987)
Pour plus de détails, voir Fiche technique et Distribution.
L'Homme de l'année (Campus Man) est un film américain réalisé par Ron Casden, sorti en 1987.

## Synopsis
Todd Barrett est un brillant étudiant en marketing, mais selon son professeur-mentor, il lui manque « l'idée » qui fera de lui le meilleur !
En voyant son meilleur ami Brett Wilson ainsi que ses coéquipiers de l'équipe de plongeon à l'œuvre, l'inspiration le frappe: Pour conquérir une clientèle toute féminine, il produira un calendrier pour femmes avec des plongeurs aux formes athlétiques.
C'est un succès instantané! Mais une femme d'affaires aux intentions trop lucratives venant faire une offre sournoise à Todd, fait en sorte d'attirer l'attention de la commission athlétique de plongeon amateur. Le règlement est formel : aucun plongeur amateur ne peut être rémunéré à la suite d'un contrat d'affaire sous peine d'expulsion définitive.
Todd élaborera donc une mise en scène incroyable avec l'aide de son amie de cœur ainsi que d'un prêteur sur gage prêt à lui filer un coup de main moyennant remboursement intégral de l'argent qu'il lui avait prêté pour son projet de calendrier.
Le contrat de Brett faisant obstacle à son statut de plongeur amateur consistait à une super soirée-spectacle de plongeon se terminant avec sa nomination « d'homme de l'année. »
À la toute dernière seconde, Todd prenant le micro pour dévoiler l'identité du gagnant, annonce un parfait inconnu gagnant du titre: Cactus Jack (le prêteur sur gage) qu'on a vu sale et mal fagoté tout le long du film, sortant bien coiffé et mis sur son trente-et-un, en laissant tout le monde mais surtout Catherine Van Buren (la femme d'affaires) tout à fait perplexe !
Par le fait même, la carrière amateure de Brett Wilson est donc sauvée, dû au fait qu'il n'a pas participé au concours.
L'honneur et l'amitié entre les deux sont donc sauvés.

## Fiche technique
- Titre français : L'Homme de l'année
- Titre original : Campus Man
- Réalisation : Ron Casden
- Scénario : Matt Dorff
- Musique : James Newton Howard
- Photographie : Francis Kenny
- Montage : Steven Polivka
- Production : Peggy Fowler & Jon Landau
- Société de production : RKO Pictures
- Société de distribution : Paramount Pictures
- Pays : États-Unis
- Langue : Anglais
- Format : Couleurs - 1,85:1 - Mono - 35 mm
- Genre : Comédie
- Durée : 94 min
- Date de sortie : 10 avril 1987

## Distribution
- John Dye : Todd Barrett
- Steven Lyon : Brett Wilson
- Kim Delaney : Dayna Thomas
- Kathleen Wilhoite : Molly Gibson
- Morgan Fairchild : Katherine Van Buren
- Miles O'Keeffe : Jackson Scott dit Cactus Jack
- John Welsh : Le professeur Jarman
- Josef Rainer : Charles McCormick
- Richard Alexander : M. Bowersox